# Martin Frainer
Martin Frainer (* 9. November 1977 in Bludenz, Vorarlberg) ist ein österreichischer Komponist, Produzent und Inhaber des Tonstudios Poplab Studios.

## Leben und Wirken
Martin Frainer trat bereits als 14-Jähriger bei Major Labels als Sänger und Produzent in einer Hip Hop Band in Erscheinung. Später schrieb, produzierte und remixte er auch zusätzlich für französische Hip Hop und R’n’B artists.
Im Jahr 2002 folgte die Gründung von „Team 3“, einem dreiköpfigen Songwriting Team, mit dem er als Songwriter, Arranger & Producer Charterfolg verbuchen konnte. 2003 erreichte er mit der Starmania-Single Tomorrow’s Heroes in Österreich Platin-Status, gefolgt von mehreren Veröffentlichungen, die mit Gold ausgezeichnet wurden (u. a. 2. Starmania-Single Alles und mehr und das Starmania-Album Only to keep you). Seine musikalische Referenzliste umfasst namhafte Künstler wie Thomas Anders und Joana Zimmer sowie auch die größten Sender der deutschsprachigen Fernsehlandschaft, wie ORF 1 (Starmania), Pro Sieben (Popstars), RTL (Deutschland sucht den Superstar), RTL2 (Fame Academy), Sat 1 (Die Luftbrücke) und SF (Olympische Winterspiele 2006 in Turin). Im Februar 2006 wurde das „Deutschland-sucht-den-Superstar“ Album Lovesongs veröffentlicht, für das er im Bereich Keyboards und programming verantwortlich zeichnet und welches Gold-Status in Deutschland erreichte (Platz 1 in den deutschen Albumcharts und Platz 8 in den European Albumcharts). 2011 gründete er mit weiteren Produzenten „5 Tone Samples“, eine stetig wachsende Library von Sounds, Loops und Samples speziell für moderne Musikproduktionen.
Im Rahmen des Vorarlberger Projektes „Jugend vor den Vorhang“ beteiligte er sich am Musical Abgetaucht von Guntram Pfluger. Weiters ist er Inhaber des Internet-Portals fitnessmagazin.de. Seit September 2015 unterrichtet Frainer an der Münchner Marketing Akademie.

## Veröffentlichungen als Komponist / Produzent
- 2003 Starmania – Tomorrow's Heroes / Single / Platin in Österreich
- 2003 Starmania – Alles und mehr / Single / Gold in Österreich
- 2003 Starmania – Only to keep you / Albumtrack
- 2003 Vanessa S. – too bad / Albumtrack
- 2003 Preluders – You're blocking my sun / Albumtrack
- 2004 Overground – Es ist gut so / Albumtrack
- 2004 Thomas Anders – Playing with dynamite / Albumtrack
- 2004 Thomas Anders – Every little thing / Albumtrack
- 2005 Joana Zimmer & David Bisbal – Let's make history (Titelsong zum Sat1 Fernsehfilm Die Luftbrücke)
- 2006 DSDS Album Lovesongs / Production (Gold in Deutschland)

Rekord: Der Song Tomorrow's Heroes war die erste in Österreich produzierte Single, die in Österreich bereits vor Veröffentlichung Gold-Status erreicht hatte.